# Sonorarctia nundar
Sonorarctia nundar là một loài bướm đêm thuộc phân họ Arctiinae, họ Erebidae.